# Державна публічна історична бібліотека Росії
Державна публічна історична бібліотека Росії (рос. Государственная публичная историческая библиотека России, ГПІБ) — найбільша російська наукова бібліотека, що спеціалізується на літературі з  історії. Бібліотека розташована в  Москві в  Старосадському провулку. Директор — М. Д. Афанасьєв. В бібліотеку записуються фахівці з вищою освітою, студенти, що вивчають історію та суміжні дисципліни. Інші читачі записуються на обмежений термін і повинні повідомляти про мету роботи в бібліотеці.

## Історія
Бібліотека заснована 1863 року під назвою Московська міська Чертковська публічна бібліотека. Основу нової бібліотеки склала приватна бібліотека відомого московського громадського діяча та колекціонера  Олександра Дмитровича Чорткова. Цією приватною бібліотекою користувалися  Василь Жуковський,  Олександр Пушкін,  Микола Гоголь,  Михайло Погодін,  Лев Толстой та інші видатні літератори, публіцисти і вчені.
1871 року Чертковська бібліотека перейшла у відання міської Думи, а в 1875 році її фонд став основою бібліотеки  Імператорського російського історичного музею. Бібліотека поповнювалась переважно за рахунок дарів, з яких найзначніші надали  М. Д. Хмиря,  Олександр Голіцин,  Карл Герц,  Микола Муравйов-Карсський,  Олександр Барятинський,  Павло Щапов. Згодом почався обмін з іноземними бібліотеками, а пізніше радянська влада поповнювала фонд бібліотеки конфіскованими книгами.
1922 року бібліотека переросла масштаби музейної бібліотеки в зв'язку з чим отримала статус «Державної історичної бібліотеки» при тому ж музеї. Тоді ж бібліотека стала отримувати обов'язковий примірник вітчизняної літератури і закуповувати літературу за кордоном.
1938 року за Постановою Раднаркому РРФСР після злиття з Об'єднаною бібліотекою  Інституту Червоної професури і рядом інших невеликих бібліотек Історична бібліотека стала іменуватися «Державною публічною історичною бібліотекою РРФСР». Тоді ж вона отримала окрему будівлю на  Старосадському провулку, яке займає й досі.
Під час німецько-радянської війни книги були евакуйовані в Костанай (Казахстан).
У 1950- і роки в бібліотеці була проведена реформа системи каталогів.
У 1991 році після розпаду СРСР бібліотека стала офіційно іменуватися «Державна публічна історична бібліотека Росії».
У 2000-і роки з'явився електронний каталог, припинилося комплектування паперового каталогу.
Зараз на основі оцифрованих фондів Державної публічної історичної бібліотеки створена відкрита електронна бібліотека — BIBLIOPHIKA [Архівовано 11 березня 2012 у Wayback Machine.]. Наразі BIBLIOPHIKA містить 1505 томів (481 533 сторінки) з фондів ГПІБ, виданих до 1917 року. У її складі закони Російської імперії, джерела з історії, географії та етнографії Росії, книги з генеалогії,  геральдики, історії культури.

## Структура

### Зали
- Зал загальної історії
- Зал вітчизняної історії
- Зал обслуговування вчителів
- Загальний читальний зал
- Кабінет Сходу

### Відділи
- Відділ обмінно-резервного фонду
- Відділ вітчизняного комплектування
- Відділ фондів російського зарубіжжя
- Відділ зберігання літератури
- Довідково-бібліографічний відділ
- Відділ електронної доставки і абонементного обслуговування
- Науково-бібліографічний відділ
- Відділ бібліотечного маркетингу
- Відділ іноземного комплектування та міжнародного книгообміну
- Відділ обробки літератури та алфавітних каталогів
- Відділ систематичного і предметного каталогів
- Відділ періодики
- Відділ рідкісної книги
- Відділ фондів з історії країн Азії та Африки
- Відділ фондів з вітчизняної історії
- Відділ гігієни та реставрації

### Інше
- Колекція нетрадиційних друків
- Виставка нових надходжень

## Діяльність бібліотеки
Крім здійснення своїх основних функцій (збирання та зберігання друкованих та рукописних творів для суспільного користування, довідково-бібліографічна робота), бібліотека організовує виставки, проводить семінари й конференції, здійснює видавничу діяльність.

## Статистика
- Обсяг фондів — 3 558 168
- Нові надходження — 66 216
- Обсяг баз даних — 258 000
- Читальні зали — 10
- Кількість місць — 439
- Кількість читачів — 26 471
- Відвідуваність — 379 026
- Видача документів — 1 696 448
- Бібліогр. довідки та консультації — 41 532
- Комп'ютерів — 104
- Персонал — 368

## Цікаві факти
- У фондах бібліотеки зберігається велика кількість унікальних видань. Наприклад, видання «Réflexions curieuses d'un Esprit des Interessé sur les matières les plus Importantes au Salut, tant Public que Particulier» (Кельн: Клод Емануель, 1678) має штамп приватної колекції, книги з якої зберігаються також в бібліотеці Кембриджського університету та в бібліотеці Суссекського університету.
- У бібліотеці зберігається примірник книги "Opusculum in errores Monarchie" Генріха Крамера, автора Молота відьом, зі знаменитої Валенродскої бібліотеки з написом невідомого читача з 1604 року -- Explicit replica inquisitoris Hermaniae fratris H(enricus) I(nstitoris) adversus dogmata perversa.